# ツール・ド・フランス1996
ツール・ド・フランス1996は、ツール・ド・フランスとしては83回目の大会。1996年6月29日から7月21日まで、全21ステージで行われた。

## コース概要
今回はチームタイムトライアルが設定されず、個人タイムトライアルがプロローグを含め3度行われた。
グランデパールはオランダ南部のスヘルトーヘンボス。そこから南下し、アルプスステージを迎えた。その後イタリア・トリノに立ち寄った後、中央山塊を長めに通りピレネーへ。最終日前日の個人タイムトライアルはボルドーで行われた。
第9ステージは雪のためコースの大半がキャンセルされ わずか46㎞のステージとなったが、このステージで猛アタックをかけたビャルヌ・リースがステージ優勝とマイヨ・ジョーヌを獲得した。
6連覇を狙ったミゲル・インドゥラインは総合11位に終わった。
近代ツールとしては日本人初の参戦となった今中大介は第14ステージでタイムオーバーとなり、完走はならなかった。
プロローグを含め全22ステージ行われたが休息日が1日だけという設定となった。

## 各区間の優勝者と総合首位者
| 区間   | 日   | 行程                                                    | km          | 区間優勝                       | 総合首位                   |
| ------ | ---- | ------------------------------------------------------- | ----------- | ------------------------------ | -------------------------- |
| Pro．  | 6/29 | スヘルトーヘンボス (蘭)                                 | 9 (個人TT)  | アレックス・ツェーレ           | アレックス・ツェーレ       |
| 1      | 6/30 | スヘルトーヘンボス（蘭）– スヘルトーヘンボス（蘭）      | 209         | フレデリック・モンカッサン     | アレックス・ツェーレ       |
| 2      | 7/1  | スヘルトーヘンボス（蘭）– ワスクアル                    | 248         | マリオ・チポリーニ             | アレックス・ツェーレ       |
| 3      | 7/2  | ワスクアル – ノジャン＝シュル＝オワーズ                 | 195         | エリック・ツァベル             | フレデリック・モンカッサン |
| 4      | 7/3  | ソワソン – ラック・ド・マディーヌ                       | 232         | シリル・ソーグラン             | ステファーヌ・オーロ       |
| 5      | 7/4  | ラック・ド・マディーヌ – ブザンソン                     | 242         | イェロン・ブライレーヴェンス   | ステファーヌ・オーロ       |
| 6      | 7/5  | アルケスナン – エクス＝レ＝バン                         | 207         | ミハエル・ボーゲルト           | ステファーヌ・オーロ       |
| 7      | 7/6  | シャンベリ – レ・ザルク                                 | 200         | リュク・ルブラン               | エフゲニー・ベルツィン     |
| 8      | 7/7  | ブール・サン・モーリス – ヴァル＝ディゼール             | 35 (個人TT) | エフゲニー・ベルツィン         | エフゲニー・ベルツィン     |
| 9      | 7/8  | ル・モネティエ・ル・バン – セストリエーレ (伊)          | 46          | ビャルヌ・リース               | ビャルヌ・リース           |
| 10     | 7/9  | トリノ (伊) – ギャップ (フランス)                       | 208         | エリック・ツァベル             | ビャルヌ・リース           |
| 休息日 |      |                                                         |             |                                |                            |
| 11     | 7/11 | ギャップ – ヴァランス                                   | 202         | ホセハイメ・ゴンザレス         | ビャルヌ・リース           |
| 12     | 7/12 | ヴァランス – ル・ピュイ＝アン＝ヴレ                     | 144         | パスカル・リシャール           | ビャルヌ・リース           |
| 13     | 7/13 | ル・ピュイ＝アン＝ヴレ – シュペル・ベス                 | 177         | ロルフ・ソレンセン             | ビャルヌ・リース           |
| 14     | 7/14 | シュペル・ベス – チュール                               | 186         | ジャモリディネ・アブドヤパロフ | ビャルヌ・リース           |
| 15     | 7/15 | ブリーヴ＝ラ＝ガイヤルド – ヴィルヌーヴ＝シュル＝ロット | 176         | マッシモ・ポデンツァーナ       | ビャルヌ・リース           |
| 16     | 7/16 | アジャン – オタカム                                     | 199         | ビャルヌ・リース               | ビャルヌ・リース           |
| 17     | 7/17 | アルジュレ・ガゾスト – パンプローナ (西)                | 262         | ローラン・デュフォー           | ビャルヌ・リース           |
| 18     | 7/18 | パンプローナ(西) – アンダイエ                           | 155         | バルト・フォスカンプ           | ビャルヌ・リース           |
| 19     | 7/19 | アンダイエ – ボルドー                                   | 227         | フレデリック・モンカッサン     | ビャルヌ・リース           |
| 20     | 7/20 | ボルドー – サン＝テミリオン                             | 63 (個人TT) | ヤン・ウルリッヒ               | ビャルヌ・リース           |
| 21     | 7/21 | パレゾー – パリ                                         | 147         | ファビオ・バルダート           | ビャルヌ・リース           |

## 成績

### 総合成績
| 順位 | 選手名                         | チーム       | 時間（時間:分:秒） |
| ---- | ------------------------------ | ------------ | ------------------ |
| 1.   | ビャルヌ・リース               | T-モバイル   | 95:57:16           |
| 2.   | ヤン・ウルリッヒ               | T-モバイル   | + 1.41             |
| 3.   | リシャール・ビランク           | フェスティナ | + 4.37             |
| 4.   | ローラン・デュフォー           | フェスティナ | + 5.35             |
| 5.   | ペーター・ルッテンベルガー     | カレラ       | + 7.07             |
| 6.   | リュク・ルブラン               | ポルティ     | + 10.03            |
| 7.   | ピョートル・ウグルモフ         | ロスロト     | + 10.04            |
| 8.   | フェルナンド・エスカルティン   | ケルメ       | + 10.26            |
| 9.   | アブラハム・オラーノ           | マペイ       | + 11.00            |
| 10.  | トニー・ロミンゲル             | マペイ       | + 11.53            |
| 11.  | ミゲル・インドゥライン         | バネスト     | + 14.14            |
| 12.  | パトリック・ジョンカー         | オンセ       | + 18.58            |
| 13.  | ボー・ハンブルガー             | TVM          | + 22.19            |
| 14.  | ウド・ボルツ                   | T-モバイル   | + 25.56            |
| 15.  | アルベルト・エッリ             | MG           | + 26.18            |
| 16.  | マヌエル・フェルナンデスギネス | マペイ       | + 26.28            |
| 17.  | レオナルド・ピエポリ           | レフィン     | + 27.36            |
| 18.  | ローラン・ブロシャール         | フェスティナ | + 32.11            |
| 19.  | ミケーレ・バルトリ             | MG           | + 37.18            |
| 20.  | エフゲニー・ベルツィン         | ゲヴィス     | + 38.00            |
|      | 今中大介                       | ポルティ     | 第14ステージ棄権   |

### 各部門賞結果
| 第83回 ツール・ド・フランス 1996 |                                  |                 |
| 全行程                           | 21区間、3769km                   | 21区間、3769km  |
| 総合優勝                         | ビャルヌ・リース                 | 95時間57分16秒  |
| 2位                              | ヤン・ウルリッヒ                 | + 1分41秒       |
| 3位                              | リシャール・ビランク             | + 4分37秒       |
| 4位                              | ローラン・デュフォー             | + 5分53秒       |
| 5位                              | ペーター・ルッテンベルガー       | + 7分07秒       |
| ポイント賞                       | エリック・ツァベル               | 335ポイント     |
| 2位                              | フレデリック・モンカッサン       | 284ポイント     |
| 3位                              | ファビオ・バルダート             | 255ポイント     |
| 山岳賞                           | リシャール・ビランク             | 383ポイント     |
| 2位                              | ビャルヌ・リース                 | 328ポイント     |
| 3位                              | ローラン・デュフォー             | 176ポイント     |
| 新人賞                           | ヤン・ウルリッヒ                 | 95時間58分57秒  |
| 2位                              | ペーター・ルッテンベルガー       | + 5分26秒       |
| 3位                              | マヌエル・フェルナンデス・ギネス | + 24分47秒      |
| チーム賞                         | フェスティナ時計                 | 287時間46分20秒 |
| 2位                              | T-モバイル                       | + 15分14秒      |
| 3位                              | マペイ                           | + 51分36秒      |